# Biantes aelleni
Biantes aelleni is een hooiwagen uit de familie Biantidae. De wetenschappelijke naam van Biantes aelleni gaat terug op Silhavý.